# 파키스탄 루피
루피(우르두어: روپیہ)는 파키스탄의 통화로 1 루피는 100 파이사(paisa)에 해당된다. 1, 2, 5, 10 루피 동전과 5, 10, 20, 50, 100, 500, 1,000, 5,000 루피 지폐가 통용된다.
파이사 단위는 실제로 사용되지 않으며 기념주화로 20, 50 루피 동전이 매년 다른 디자인으로 발행되고 있다.

## 같이 보기
- 통화
- 루피
- 파키스탄의 경제